# Малайн (озеро)
Малайн (англ. Maligne Lake) — озеро в Национальном парке Джаспер, расположенном в Канадских Скалистых горах на территории провинции Альберта.
Озеро окружено горными пиками и очень живописно. Является популярным туристическим объектом и, возможно, наиболее фотографируемым озером в мире.

## География
Озеро расположено в 44 км к югу от города Джаспер. Является наиболее крупным озером национального парка Джаспер, а также наибольшим естественным озером Канадских скалистых гор. Длина озера равна 22,5 км, наибольшая ширина — 1,5 км. Площадь озера составляет 19,71 км². Высота над уровнем моря — 1670 метров. Средняя глубина равна 35 метрам, максимальная глубина в южной части озера — 97 метров. Питание озеро получает от одноимённой реки, сток также по этой реке.

## Геология
Долина, в которой лежит озеро, имеет U-образную форму и сформирована благодаря комбинированной работе ветра и воды, но в большей степени благодаря работе ледников в течение длительного периода. Само озеро было запружено мореной оставленной ледником, стекавшим в долину по направлению к реке Атабаска.
Самый высокий пик в районе озера Малайн — гора Бразо (3470 метров), которая находится к юго-востоку от озера, являясь вершиной одноимённого ледника. Гора Бразо расположена позади высокого горного массива Монкхед (3211 метров) и малозаметна со стороны озера. Все самые высокие горы находятся у южной оконечности озера и сложены из пород, которые сформировались в кембрийский, ордовикский и девонский периоды от 600 до 350 миллионов лет назад.
К северу от высоких пиков в южном конце озера противоположные берега различны и по форме и по составу слагающих их пород. На восточной стороне долины расположен хребет Колин, являющийся частью хребтов Куин-Элизабет. Хребет пилообразной формы сложен известняковыми породами девонского периода. На западной стороне долины расположен хребет Малайн, сложенный из кембрийских и докембрийских кварцитов и сланцев. Этот хребет обязан своими сглаженными формами продвигавшимся над ним ледникам.

## Фауна
Животный мир вокруг этого высокогорного озера удивительно богат и разнообразен. Из крупных млекопитающих здесь обитают гризли, волки, койоты, олени, американские лоси, горные козы и карибу. Представителями птичьего царства являются лысые орлы, беркуты, скопы, белые куропатки и вороны.
В водах озера водится щука, озёрный сиг, озерная и радужная форель.

## Название
Своим названием река обязана Пьеру Жану де Смету, в переводе с французского её название означает злобный или злой и было дано реке за её буйный, неукротимый нрав весной, позже название распространилось и на озеро. Название Малайн носит также долина, в которой лежит озеро, одна из горных вершин, возвышающихся над ним, и перевал в горах.

## Галерея

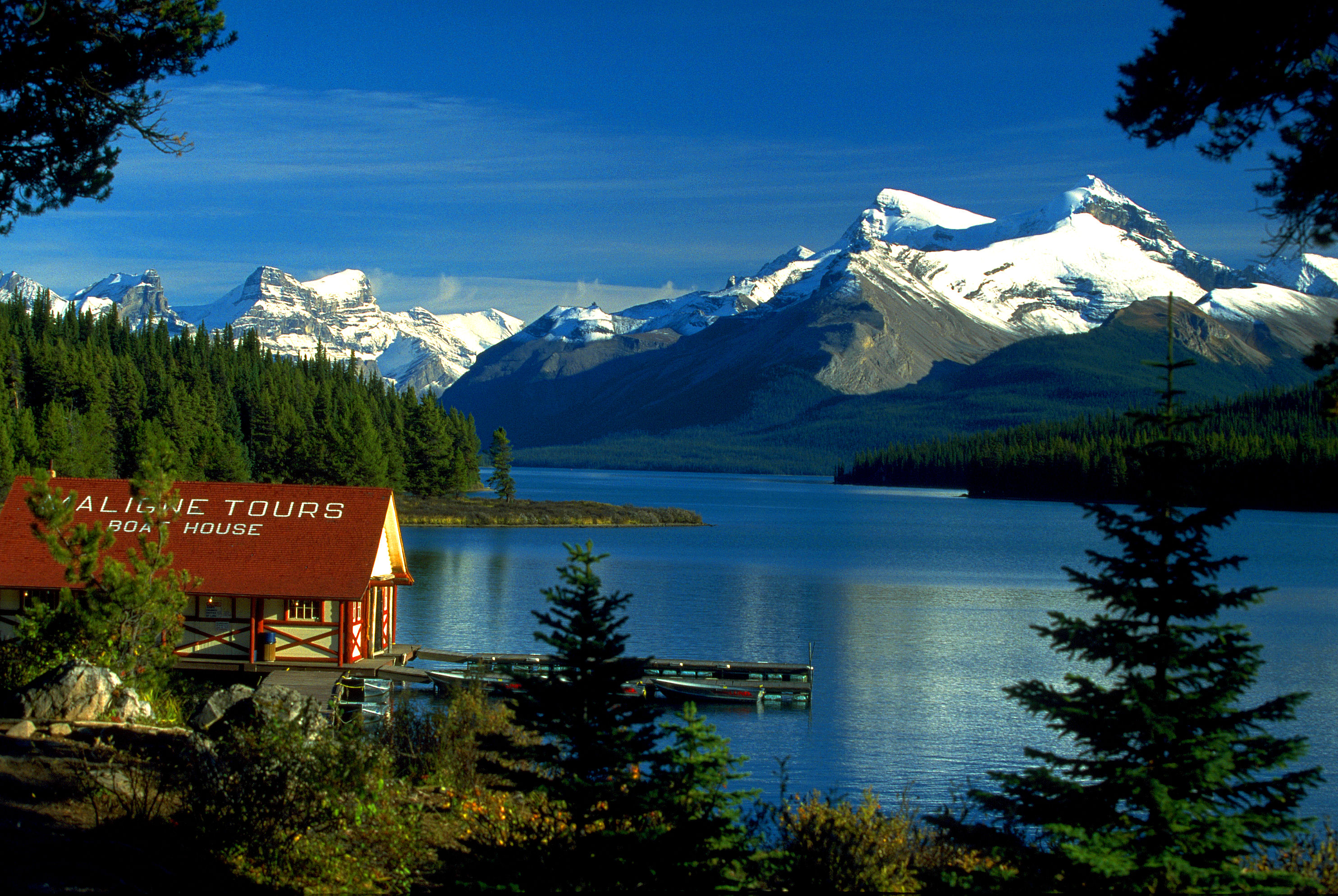
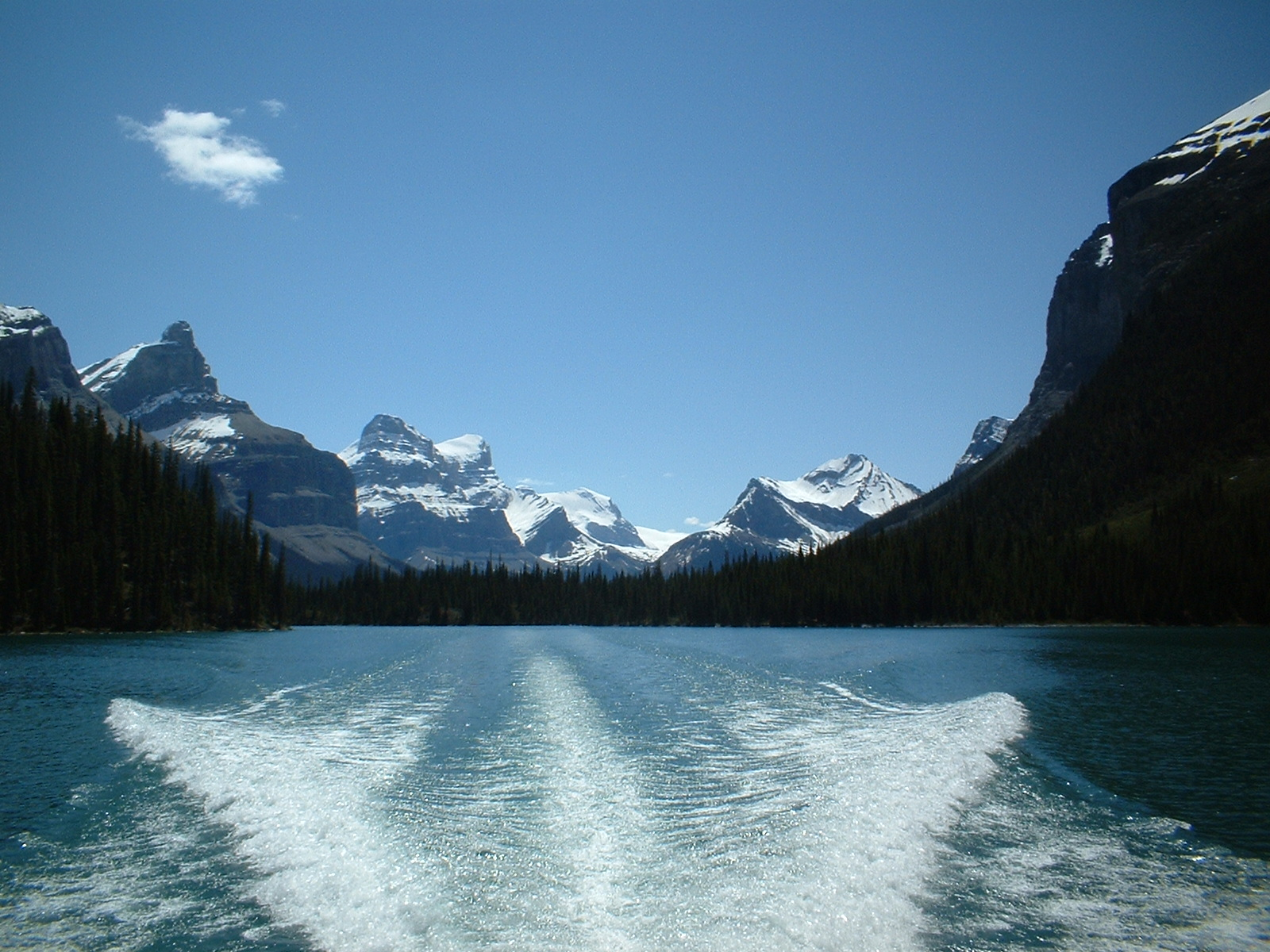
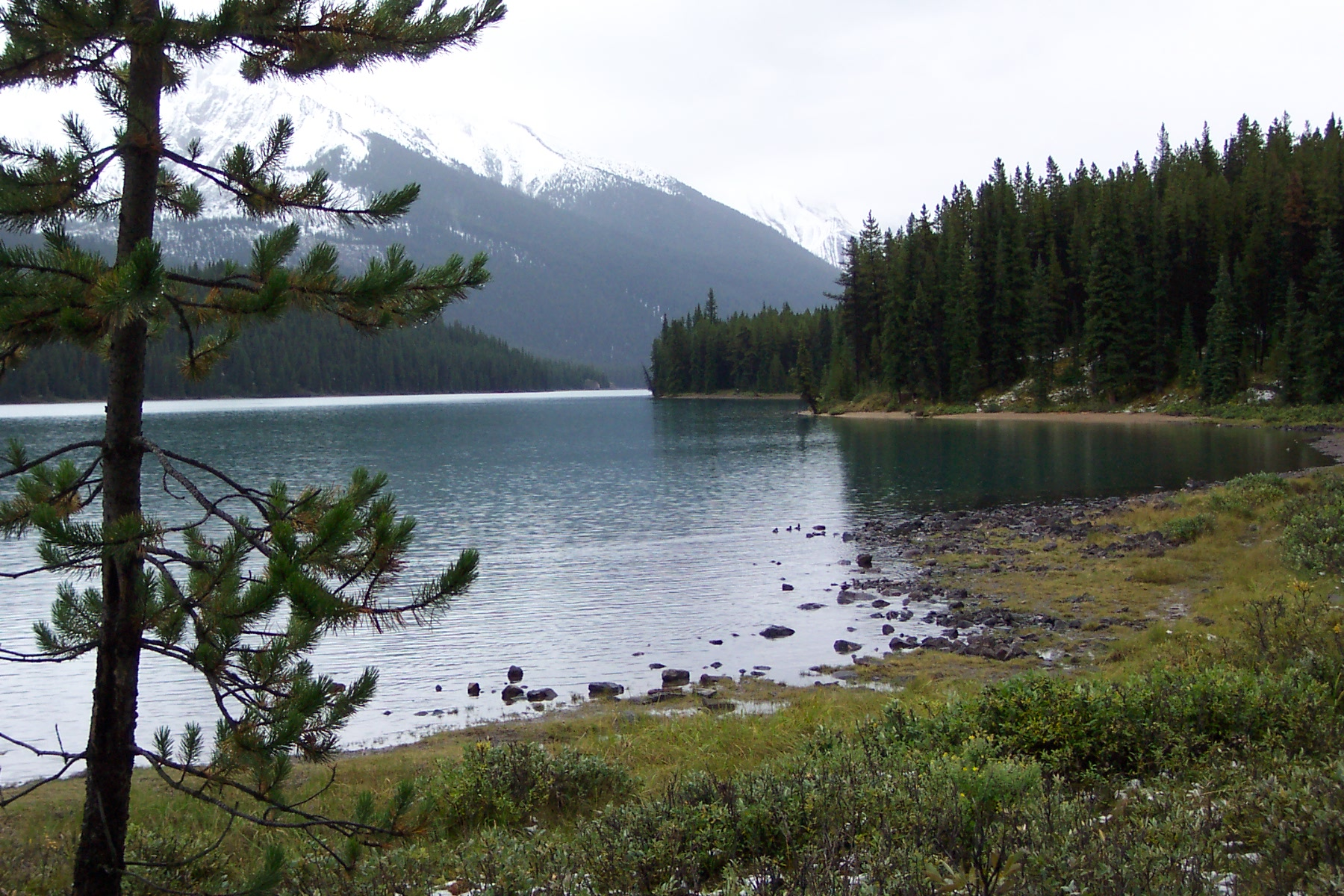
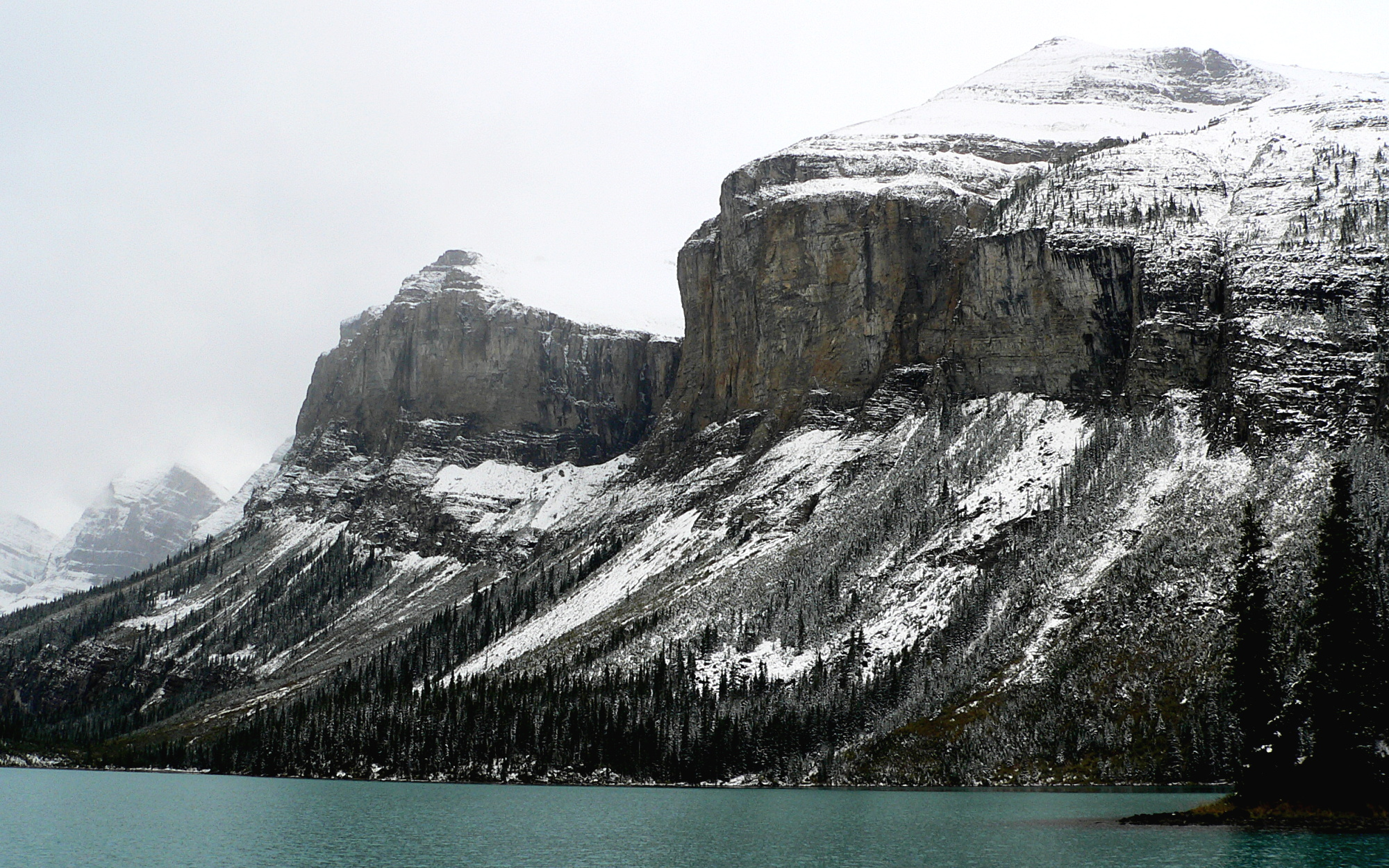
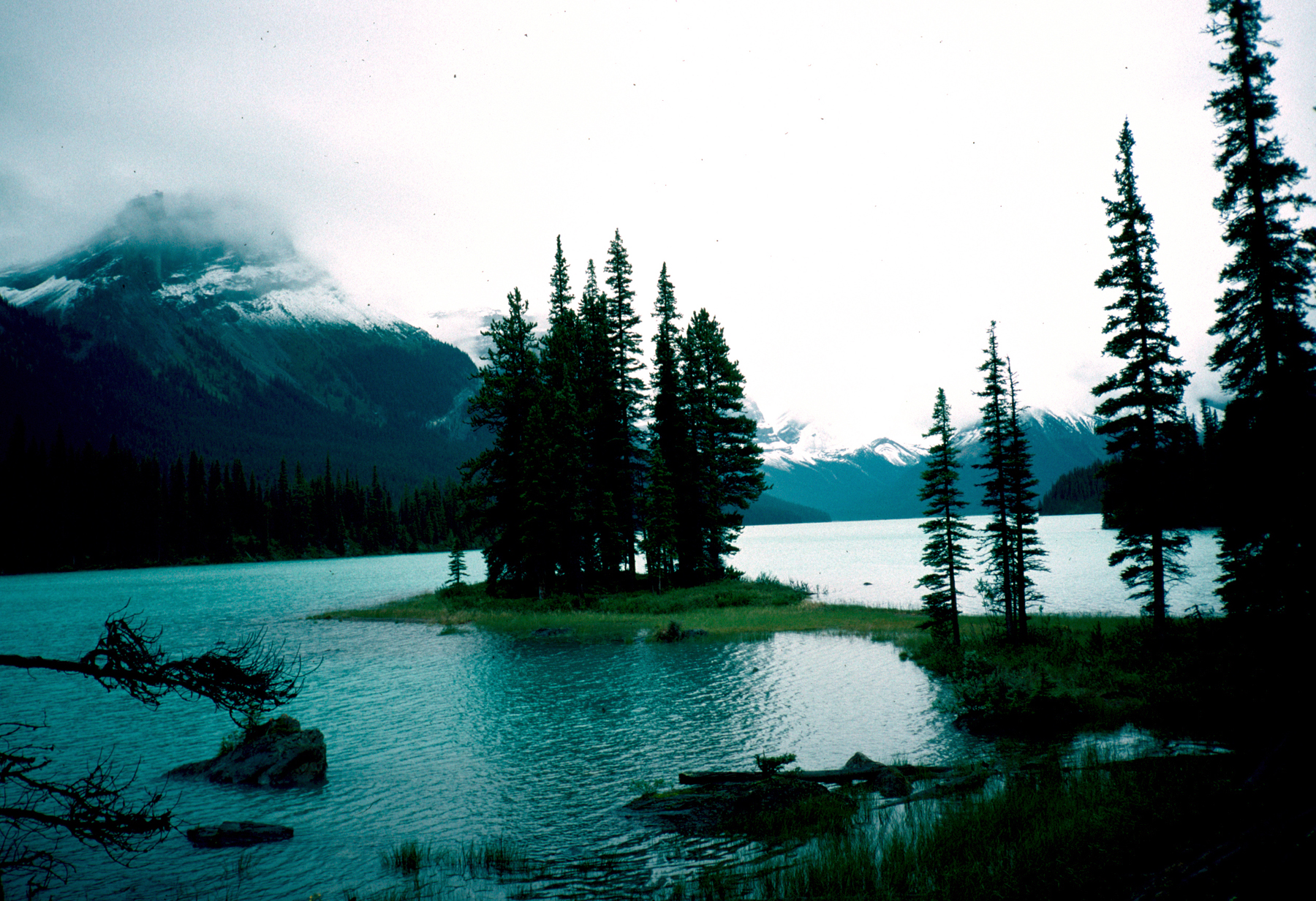